# Thomas Lasserre
Pour les articles homonymes, voir Lasserre.
Thomas Lasserre, né le 1er avril 1979 à Dax (Landes), est un joueur de rugby à XV et à sept français qui évolue au poste de troisième ligne aile au sein de l'effectif du Stade bagnérais (1,92 m pour 103 kg).

## Carrière
- Jusqu'en 2006 : Tyrosse RCS  France
- 2006-2012 : Tarbes Pyrénées rugby  France
- Depuis 2012 : FC Lourdes  France

## Palmarès
- Équipe de France -21 ans
- Équipe de France Universitaire : 1 sélection en 2003 (Angleterre U)
- Équipe de France de rugby à sept